# Halowe Mistrzostwa Europy w Lekkoatletyce 2013 – bieg na 800 m kobiet
Bieg na 800 metrów kobiet – jedna z konkurencji rozegranych podczas halowych lekkoatletycznych mistrzostw Europy w hali Scandinavium w Göteborgu.

## Rekordy
| Rekord świata                        | Jolanda Čeplak     | 1:55,82 | Wiedeń, Austria  | 3 marca 2002  |
| Rekord Europy                        | Jolanda Čeplak     | 1:55,82 | Wiedeń, Austria  | 3 marca 2002  |
| Rekord mistrzostw Europy             | Jolanda Čeplak     | 1:55,82 | Wiedeń, Austria  | 3 marca 2002  |
| Najlepszy wynik na świecie w sezonie | Jekatierina Kupina | 1:59,58 | Biełgorod, Rosja | 3 lutego 2013 |
| Najlepszy wynik w Europie w sezonie  | Jekatierina Kupina | 1:59,58 | Biełgorod, Rosja | 3 lutego 2013 |

## Terminarz
| Data    | Godzina |            |
| ------- | ------- | ---------- |
| 1 marca | 17:40   | Eliminacje |
| 2 marca | 17:30   | Półfinały  |
| 3 marca | 11:45   | Finał      |

## Rezultaty
| NR – rekord kraju \| WL – najlepszy tegoroczny wynik na listach światowych \| EL - najlepszy tegoroczny wynik na listach europejskich |
| SB – najlepszy wynik w sezonie \| PB – rekord życiowy                                                                                 |

### Eliminacje
Rozegrano 3 biegi eliminacyjne, do których przystąpiło 16 biegaczek. Awans do półfinału dawało zajęcie jednego z pierwszych trzech miejsc w swoim biegu (Q). Skład półfinałów uzupełniły trzy zawodniczki z najlepszymi czasami wśród przegranych (q).

#### Bieg 1
| Poz. | Tor | Zawodniczka      | Reprezentacja   | Czas    | Uwagi |
| ---- | --- | ---------------- | --------------- | ------- | ----- |
| 1    | 4   | Jelena Kotulska  | Rosja           | 2:02,35 | Q     |
| 2    | 3   | Natalija Łupu    | Ukraina         | 2:02,55 | Q,    |
| 3    | 5   | Jennifer Meadows | Wielka Brytania | 2:02,88 | Q     |
| 4    | 6   | Selina Büchel    | Szwajcaria      | 2:03,24 | q     |
| 5    | 2   | Teodora Kołarowa | Bułgaria        | 2:04,53 | q     |

#### Bieg 2
| Poz. | Tor | Zawodniczka       | Reprezentacja | Czas    | Uwagi |
| ---- | --- | ----------------- | ------------- | ------- | ----- |
| 1    | 2   | Ciara Everard     | Irlandia      | 2:04,33 | Q     |
| 2    | 5   | Marina Arzamasowa | Białoruś      | 2:04,77 | Q     |
| 2    | 4   | Lenka Masná       | Czechy        | 2:04,87 | Q     |
| 4    | 3   | Anna Rostkowska   | Polska        | 2:05,95 |       |
| —    | 6   | Marta Milani      | Włochy        | —       | DSQ   |

#### Bieg 3
| Poz. | Tor | Zawodniczka         | Reprezentacja | Czas    | Uwagi |
| ---- | --- | ------------------- | ------------- | ------- | ----- |
| 1    | 3   | Rose-Anne Galligan  | Irlandia      | 2:03,62 | Q     |
| 2    | 1   | Olha Lachowa        | Ukraina       | 2:04,12 | Q     |
| 3    | 2   | Aníta Hinriksdóttir | Islandia      | 2:04,72 | Q     |
| 4    | 5   | Paula Habovstiaková | Słowacja      | 2:04,93 | q,    |
| —    | 4   | Kim Baglietto       | Gibraltar     | —       | DNF   |
| —    | 6   | Luiza Gega          | Albania       | —       | DSQ   |

### Półfinały
Rozegrano 2 biegi półfinałowe, w których wystartowało 12 zawodniczek. Awans do finału dawało zajęcie jednego z pierwszych trzech miejsc w swoim biegu (Q).

#### Bieg 1
| Poz. | Tor | Zawodniczka        | Reprezentacja   | Czas    | Uwagi |
| ---- | --- | ------------------ | --------------- | ------- | ----- |
| 1    | 3   | Jennifer Meadows   | Wielka Brytania | 2:01,02 | Q,    |
| 2    | 6   | Marina Arzamasowa  | Białoruś        | 2:01,22 | Q,    |
| 3    | 6   | Olha Lachowa       | Ukraina         | 2:01,32 | Q,    |
| 4    | 4   | Selina Büchel      | Szwajcaria      | 2:01,64 | PB    |
| 5    | 1   | Rose-Anne Galligan | Irlandia        | 2:02,84 | PB    |
| 6    | 2   | Teodora Kołarowa   | Bułgaria        | 2:03,65 | SB    |

#### Bieg 2
| Poz. | Tor | Zawodniczka         | Reprezentacja | Czas    | Uwagi |
| ---- | --- | ------------------- | ------------- | ------- | ----- |
| 1    | 5   | Jelena Kotulska     | Rosja         | 2:03,05 | Q     |
| 2    | 4   | Natalija Łupu       | Ukraina       | 2:03,26 | Q     |
| 3    | 6   | Ciara Everard       | Irlandia      | 2:03,40 | Q     |
| 4    | 3   | Lenka Masná         | Czechy        | 2:03,40 |       |
| 5    | 1   | Aníta Hinriksdóttir | Islandia      | 2:04,72 |       |
| 6    | 2   | Paula Habovstiaková | Słowacja      | 2:06,37 |       |

### Finał
| Poz. | Tor | Zawodniczka       | Reprezentacja   | Czas    | Uwagi |
| ---- | --- | ----------------- | --------------- | ------- | ----- |
|      | 8   | Natalija Łupu     | Ukraina         | 2:00,26 | SB    |
|      | 6   | Jelena Kotulska   | Rosja           | 2:00,98 |       |
|      | 3   | Marina Arzamasowa | Białoruś        | 2:01,21 | SB    |
| 4    | 7   | Jennifer Meadows  | Wielka Brytania | 2:01,52 |       |
| 5    | 2   | Olha Lachowa      | Ukraina         | 2:02,12 |       |
| 6    | 4   | Ciara Everard     | Irlandia        | 2:02,55 |       |